# Mikhail Lavrentyev
Mikhail Alekseevich Lavrentyev (em russo: Михаил Алексеевич Лавре́нтьев; Kasan, 19 de novembro de 1900 — Moscou, 15 de outubro de 1980) foi um matemático e físico russo.
Lavrentyev foi o principal organizador e primeiro presidente da seção siberiana da Academia de Ciências da Rússia.

## Obras
- Variational methods for boundary value problems for elliptic equations, Noordhoff 1963, Nova Iorque, Dover 1989
- com B.W. Schabat: Methoden der komplexen Funktionentheorie, Berlim, Deutscher Verlag der Wissenschaften 1967
- The problem of piercing at cosmic velocities, Washington D.C., NASA 1960 (NASA technical translation)